# Veterinarski glasnik
Veterinarski glasnik je srbijanski znanstveni časopis iz područja veterinarske medicine koji izlazi od 1904. godine.

## O časopisu
Veterinarski glasnik je časopis posvećen unaprjeđenju i širenju znanstvenih spoznaja iz područja veterinarske medicine i srodnih akademskih disciplina. U Veterinarskom glasniku objavljuju se istraživački radovi, pregledni radovi, kratki pregledni radovi, kratka priopćenja, tehnički izvještaji, prikazi slučaja i pisma uredniku. Veterinarski glasnik se objavljuje na engleskom jeziku, sa sažecima na engleskom i srpskom jeziku, dva puta godišnje, po načelu otvorenog pristupa koji omogućuje bolju vidljivost članaka.  Izdavač časopisa je Sveučilište u Beogradu, Fakultet veterinarske medicine.

## Povijest
Godidne 1890. veterinari osnivaju udrugu stočnih liječnika Srbije (srp. Udruženje marvenih lekara Srbije). Također, pokrenuli su i svoj časopis Veterinarski glasnik u kome su iznosili stručna i znanstvena pitanja iz područja veterinarske medicine i stočarstva. Veterinarski glasnik je osnovan u prosincu 1903. godine, a prvi broj je objavljen u siječnju 1904. godine u izdanju Marveno-lekarskog udruženja Kraljevine Srbije. Časopis se bavio rješavanjem stručnih i drugih pitanja vezanih za struku. Prije osnivanja Veterinarskog glasnika, stručnjaci veterinarske medicine su objavljivali svoje radove u sljedećim časopisima: Srpski arhiv, Težak, Ratnik i Narodno zdravlje.
Od 1920. do 1941. godine časopis izlazi pod nazivom Jugoslavenski veterinarski glasnik u izdanju Jugoslavenske veterinarske udruge za veterinarstvo i stočarstvo. Objavljivanje časopisa prekinuto je tijekom Balkanskih ratova, 1. i 2. svjetskog rata i u poslijeratnom razdoblju (1912. – 1919. i 1941. – 1946.). Od 1947. godine časopis je ponovno objavljen u novoj Jugoslaviji (pod istim nazivom, Jugoslavenski veterinarski glasnik, počevši od broja jedan), u početku od Ministarstva poljoprivrede i šumarstva, a u narednom razdoblju od Udruženja veterinara i veterinarskih tehničara Jugoslavije. Poslije toga mjenja naziv u Veterinarski glasnik.
Raspadom SFRJ dolazi do krize u objavljivanju časopisa, koju Fakultet veterinarske medicine Sveučilišta u Beogradu nadilazi 1993. godine odlukom da preuzme izdavanje časopisa i tako održi kontinuitet izlaženja. Stogodišnjica od izlaženja prvog broja obilježena je 2004. godine. Veterinarska komora Srbije, kao suizdavač, obavljala je poslove redakcije časopisa, tehničko uređivanje, lektoriranje, financijsko poslovanje i ekspediciju časopisa sve do 2015. godine, kada sve poslove u vezi s časopisom u potpunosti preuzima Fakultet veterinarske medicine Sveučilišta u Beogradu. Do 2016. godine Veterinarski glasnik je objavljen na srpskom jeziku, sa sažecima na srpskom, engleskom i ruskom jeziku, šest puta godišnje, a od 2017. godine Veterinarski glasnik se objavljuje na engleskom jeziku, sa sažecima na engleskom i srpskom jeziku, dva puta godišnje, po načelu otvorenog pristupa što omogućuje bolju vidljivost članaka.

## Periodičnost izlaženja
Izlazio je 12 puta godišnje (mjesečno) do 1998. godine, a od 1999. godine je promijenio periodičnost na dvomjesečno izlaženje. S promjenom uređivačke politike i prelaskom na engleski jezik 2017. godine, časopis Veterinarski glasnik izlazi dvaput godišnje.

## Teme
- Veterinarska medicina
- Anatomija
- Histologija
- Endokrinologija
- Fiziologija
- Biokemija
- Molekularna biologija
- Mikrobiologija
- Imunologija
- Farmakologija
- Parazitologija
- Patologija
- Kirurgija
- Reprodukcija životinja
- Interne bolesti
- Infektivne bolesti
- Higijena i tehnologija namirnica animalnog porijekla
- Prehrana životinja
- Zoohigijena
- Ponašanje i dobrobit životinja
- Sudska veterinarska medicina

## Elektronički oblik časopisa
Od 2003. godine do danas postavljeni su brojevi u elektroničkom obliku (eISSN 2406-0771) po načelu otvorenog pristupa. 

## Indeksiranje u bazama podataka
- DoiSerbia.[2]
- SCIndeks.[3]
- DOAJ(Directory of Open Access Journals).[4]
- EBSCO Publishing
- CABI

## Galerija
- Veterinarski glasnik, 2016.
- Veterinarski glasnik, broj 1, 2017.
- Veterinarski glasnik, broj 2, 2017.
- Veterinarski glasnik, broj 1, 2018.